# Singleyrac
Singleyrac is een gemeente in het Franse departement Dordogne (regio Nouvelle-Aquitaine) en telt 290 inwoners (2005). De plaats maakt deel uit van het arrondissement Bergerac.

## Geografie
De oppervlakte van Singleyrac bedraagt 7,1 km², de bevolkingsdichtheid is 40,8 inwoners per km².
De onderstaande kaart toont de ligging van Singleyrac met de belangrijkste infrastructuur en aangrenzende gemeenten.

## Demografie
Onderstaande figuur toont het verloop van het inwonertal (bron: INSEE-tellingen).